# Suchon Sa-nguandee
Suchon Sa-nguandee (tiếng Thái: สุชนม์ สงวนดี; sinh ngày 10 tháng 3 năm 1982) or formerly Chalakorn Sa-nguandee (tiếng Thái: ชลากร สงวนดี), còn được biết với tên đơn giản Chon (tiếng Thái: ชล) là một cầu thủ bóng đá người Thái Lan thi đấu ở vị trí hậu vệ trái cho câu lạc bộ ở Thai League 2 Nongbua Pitchaya.